# Campionato mondiale maschile under 17 di pallavolo 2024
Il campionato mondiale maschile under 17 di pallavolo 2024, prima edizione del campionato mondiale, si è svolto dal 24 al 31 agosto 2024 a Sofia, in Bulgaria: al torneo hanno partecipato sedici squadre nazionali under 17 e la vittoria finale è andata all'Italia.

## Impianti
|                                                                   |                                                                              |  |
|                                                                   |                                                                              |  |
| Hristo Botev Hall Città: Sofia Capienza: 1 500 Anno d'apertura: ? | Sportna zala Levski Sofia Città: Sofia Capienza: 1 724 Anno d'apertura: 2020 |  |

## Regolamento

### Formula
Le squadre, divise in quattro gironi mediante sorteggio, hanno disputato una prima fase con formula del girone all'italiana; al termine della prima fase:
- Tutte le squadre hanno acceduto alla fase finale per il primo posto, strutturata in ottavi di finale, quarti di finale, semifinali, finale per il terzo posto e finale.
- Le quattro eliminate ai quarti di finale della fase finale per il primo posto hanno acceduto alla fase finale per il quinto posto, strutturata in semifinali, finale per il settimo posto e finale per il quinto posto.
- Le otto eliminate agli ottavi di finale della fase finale per il primo posto hanno acceduto alla fase finale per il nono posto, strutturata in quarti di finale, semifinali, finale per l'undicesimo posto e finale per il nono posto.
- Le quattro eliminate ai quarti di finale della fase finale per il nono posto hanno acceduto alla fase finale per il tredicesimo posto, strutturata in semifinali, finale per il quindicesimo posto e finale per il tredicesimo posto[4].

### Criteri di classifica
Se il risultato finale è stato di 3-0 o 3-1 sono stati assegnati 3 punti alla squadra vincente e 0 a quella sconfitta, se il risultato finale è stato di 3-2 sono stati assegnati 2 punti alla squadra vincente e 1 a quella sconfitta.
L'ordine del posizionamento in classifica è stato definito in base a:
- Numero di partite vinte;
- Punti;
- Ratio dei set vinti/persi;
- Ratio dei punti realizzati/subiti;
- Risultati degli scontri diretti[5].

## Squadre partecipanti
Si sono qualificati al campionato il paese organizzatore e 15 nazioni provenienti dai tornei continentali (3 per ogni confederazione).
| Squadra       | Qualificazione                                                            | Ultima partecipazione |
| ------------- | ------------------------------------------------------------------------- | --------------------- |
| Argentina     | 2ª al Campionato sudamericano maschile under 17 di pallavolo 2023         | -                     |
| Belgio        | 4ª al Campionato europeo maschile under 17 di pallavolo 2023              | -                     |
| Brasile       | 1ª al Campionato sudamericano maschile under 17 di pallavolo 2023         | -                     |
| Bulgaria      | Paese organizzatore                                                       | -                     |
| Cile          | 3ª al Campionato sudamericano maschile under 17 di pallavolo 2023         | -                     |
| Cuba          | 3ª al Campionato nordamericano maschile under 17 di pallavolo 2023        | -                     |
| Egitto        | 1ª al Campionato africano maschile under 17 di pallavolo 2023             | -                     |
| Iran          | 1ª al Campionato asiatico e oceaniano maschile under 16 di pallavolo 2023 | -                     |
| Italia        | 1ª al Campionato europeo maschile under 17 di pallavolo 2023              | -                     |
| Libia         | 2ª al Campionato africano maschile under 17 di pallavolo 2023             | -                     |
| Messico       | 2ª al Campionato nordamericano maschile under 17 di pallavolo 2023        | -                     |
| Porto Rico    | 1ª al Campionato nordamericano maschile under 17 di pallavolo 2023        | -                     |
| Spagna        | 3ª al Campionato europeo maschile under 17 di pallavolo 2023              | -                     |
| Taipei cinese | 3ª al Campionato asiatico e oceaniano maschile under 16 di pallavolo 2023 | -                     |
| Tunisia       | 3ª al Campionato africano maschile under 17 di pallavolo 2023             | -                     |
| Uzbekistan    | 2ª al Campionato asiatico e oceaniano maschile under 16 di pallavolo 2023 | -                     |

## Torneo

### Prima fase
| Girone A      | Girone B | Girone C   | Girone D   |
| ------------- | -------- | ---------- | ---------- |
| Bulgaria      | Egitto   | Argentina  | Belgio     |
| Messico       | Iran     | Cuba       | Brasile    |
| Spagna        | Libia    | Italia     | Cile       |
| Taipei cinese | Tunisia  | Porto Rico | Uzbekistan |

#### Girone A

##### Risultati
| 24 agosto 2024 Sportna zala Levski Sofia, Sofia Durata: 1h:08 - Spettatori: 50  | Messico       | 0 - 3 | Taipei cinese | 23-25, 14-25, 17-25               |
| 24 agosto 2024 Sportna zala Levski Sofia, Sofia Durata: 1h:39 - Spettatori: 550 | Bulgaria      | 1 - 3 | Spagna        | 20-25, 25-21, 19-25, 20-25        |
| 25 agosto 2024 Sportna zala Levski Sofia, Sofia Durata: 1h:11 - Spettatori: 75  | Messico       | 0 - 3 | Spagna        | 21-25, 18-25, 24-26               |
| 25 agosto 2024 Sportna zala Levski Sofia, Sofia Durata: 2h:01 - Spettatori: 600 | Bulgaria      | 3 - 2 | Taipei cinese | 32-30, 21-25, 25-23, 23-25, 15-10 |
| 26 agosto 2024 Sportna zala Levski Sofia, Sofia Durata: 1h:42 - Spettatori: 81  | Taipei cinese | 3 - 2 | Spagna        | 25-20, 25-23, 14-25, 22-25, 15-12 |
| 26 agosto 2024 Sportna zala Levski Sofia, Sofia Durata: 1h:27 - Spettatori: 620 | Bulgaria      | 3 - 1 | Messico       | 25-17, 25-21, 19-25, 25-15        |

##### Classifica
| Pos. | Squadra       | Pt | G | V | P | SV | SP | Ratio | PF  | PS  | Ratio |
| ---- | ------------- | -- | - | - | - | -- | -- | ----- | --- | --- | ----- |
| 1.   | Spagna        | 7  | 3 | 2 | 1 | 8  | 4  | 2,000 | 277 | 248 | 1,117 |
| 2.   | Taipei cinese | 6  | 3 | 2 | 1 | 8  | 5  | 1,600 | 289 | 275 | 1,051 |
| 3.   | Bulgaria      | 5  | 3 | 2 | 1 | 7  | 6  | 1,167 | 294 | 287 | 1,024 |
| 4.   | Messico       | 0  | 3 | 0 | 3 | 1  | 9  | 0,111 | 195 | 245 | 0,796 |

#### Girone B

##### Risultati
| 24 agosto 2024 Hristo Botev Hall, Sofia Durata: 1h:16 - Spettatori: 60  | Iran    | 3 - 0 | Libia   | 25-13, 25-16, 30-28               |
| 24 agosto 2024 Hristo Botev Hall, Sofia Durata: 1h:00 - Spettatori: 100 | Egitto  | 3 - 0 | Tunisia | 25-20, 25-21, 25-15               |
| 25 agosto 2024 Hristo Botev Hall, Sofia Durata: 0h:57 - Spettatori: 50  | Iran    | 3 - 0 | Tunisia | 25-13, 25-12, 25-16               |
| 25 agosto 2024 Hristo Botev Hall, Sofia Durata: 1h:02 - Spettatori: 80  | Egitto  | 3 - 0 | Libia   | 25-23, 25-10, 25-23               |
| 26 agosto 2024 Hristo Botev Hall, Sofia Durata: 2h:00 - Spettatori: 50  | Iran    | 2 - 3 | Egitto  | 19-25, 22-25, 25-19, 27-25, 13-15 |
| 26 agosto 2024 Hristo Botev Hall, Sofia Durata: 1h:14 - Spettatori: 40  | Tunisia | 3 - 0 | Libia   | 26-24, 25-23, 25-21               |

##### Classifica
| Pos. | Squadra | Pt | G | V | P | SV | SP | Ratio | PF  | PS  | Ratio |
| ---- | ------- | -- | - | - | - | -- | -- | ----- | --- | --- | ----- |
| 1.   | Egitto  | 8  | 3 | 3 | 0 | 9  | 2  | 4,500 | 259 | 218 | 1,188 |
| 2.   | Iran    | 7  | 3 | 2 | 1 | 8  | 3  | 2,667 | 261 | 207 | 1,261 |
| 3.   | Tunisia | 3  | 3 | 1 | 2 | 3  | 6  | 0,500 | 173 | 218 | 0,794 |
| 4.   | Libia   | 0  | 3 | 0 | 3 | 0  | 9  | 0,000 | 181 | 231 | 0,784 |

#### Girone C

##### Risultati
| 24 agosto 2024 Sportna zala Levski Sofia, Sofia Durata: 1h:09 - Spettatori: 75  | Argentina  | 3 - 0 | Porto Rico | 25-16, 25-15, 25-22        |
| 24 agosto 2024 Sportna zala Levski Sofia, Sofia Durata: 1h:23 - Spettatori: 110 | Italia     | 3 - 1 | Cuba       | 25-23, 24-26, 25-15, 25-12 |
| 25 agosto 2024 Sportna zala Levski Sofia, Sofia Durata: 1h:05 - Spettatori: 43  | Argentina  | 3 - 0 | Cuba       | 25-22, 25-16, 25-15        |
| 25 agosto 2024 Sportna zala Levski Sofia, Sofia Durata: 0h:53 - Spettatori: 95  | Italia     | 3 - 0 | Porto Rico | 25-13, 25-17, 25-11        |
| 26 agosto 2024 Sportna zala Levski Sofia, Sofia Durata: 1h:03 - Spettatori: 55  | Porto Rico | 3 - 0 | Cuba       | 26-24, 25-14, 25-18        |
| 26 agosto 2024 Sportna zala Levski Sofia, Sofia Durata: 1h:45 - Spettatori: 230 | Italia     | 3 - 1 | Argentina  | 21-25, 25-20, 25-22, 25-19 |

##### Classifica
| Pos. | Squadra    | Pt | G | V | P | SV | SP | Ratio | PF  | PS  | Ratio |
| ---- | ---------- | -- | - | - | - | -- | -- | ----- | --- | --- | ----- |
| 1.   | Italia     | 9  | 3 | 3 | 0 | 9  | 2  | 4,500 | 270 | 203 | 1,330 |
| 2.   | Argentina  | 6  | 3 | 2 | 1 | 7  | 3  | 2,333 | 236 | 202 | 1,168 |
| 3.   | Porto Rico | 3  | 3 | 1 | 2 | 3  | 6  | 0,500 | 170 | 206 | 0,825 |
| 4.   | Cuba       | 0  | 3 | 0 | 3 | 1  | 9  | 0,111 | 185 | 250 | 0,740 |

#### Girone D

##### Risultati
| 24 agosto 2024 Hristo Botev Hall, Sofia Durata: - Spettatori:           | Belgio  | 3 - 0 | Uzbekistan | 25-0, 25-0, 25-0    |
| 24 agosto 2024 Hristo Botev Hall, Sofia Durata: 1h:02 - Spettatori: ?   | Brasile | 3 - 0 | Cile       | 25-14, 25-12, 25-14 |
| 25 agosto 2024 Hristo Botev Hall, Sofia Durata: 1h:02 - Spettatori: 120 | Belgio  | 3 - 0 | Cile       | 25-13, 25-12, 25-21 |
| 25 agosto 2024 Hristo Botev Hall, Sofia Durata: - Spettatori:           | Brasile | 3 - 0 | Uzbekistan | 25-0, 25-0, 25-0    |
| 26 agosto 2024 Hristo Botev Hall, Sofia Durata: - Spettatori:           | Cile    | 3 - 0 | Uzbekistan | 25-0, 25-0, 25-0    |
| 26 agosto 2024 Hristo Botev Hall, Sofia Durata: 1h:07 - Spettatori: 45  | Belgio  | 0 - 3 | Brasile    | 18-25, 19-25, 12-25 |

##### Classifica
| Pos. | Squadra    | Pt | G | V | P | SV | SP | Ratio | PF  | PS  | Ratio |
| ---- | ---------- | -- | - | - | - | -- | -- | ----- | --- | --- | ----- |
| 1.   | Brasile    | 9  | 3 | 3 | 0 | 9  | 0  | MAX   | 225 | 89  | 2,528 |
| 2.   | Belgio     | 6  | 3 | 2 | 1 | 6  | 3  | 2,000 | 199 | 121 | 1,645 |
| 3.   | Cile       | 3  | 3 | 1 | 2 | 3  | 6  | 0,500 | 161 | 150 | 1,073 |
| 4.   | Uzbekistan | 0  | 3 | 0 | 3 | 0  | 9  | 0,000 | 0   | 225 | 0,000 |

### Fase finale

#### Tabellone
|  | Ottavi di finale | Ottavi di finale | Ottavi di finale |  |  | Quarti di finale | Quarti di finale | Quarti di finale |               |   | Semifinali | Semifinali | Semifinali |           |   | Finale          | Finale          | Finale          |  |
|  |                  |                  |                  |  |  |                  |                  |                  |               |   |            |            |            |           |   |                 |                 |                 |  |
|  | 1C               | Italia           | 3                |  |  |                  |                  |                  |               |   |            |            |            |           |   |                 |                 |                 |  |
|  | 4A               | Messico          | 0                |  |  | 1C               | Italia           | 3                |               |   |            |            |            |           |   |                 |                 |                 |  |
|  | 2B               | Iran             | 3                |  |  | 2B               | Iran             | 2                |               |   |            |            |            |           |   |                 |                 |                 |  |
|  | 3D               | Cile             | 0                |  |  |                  |                  |                  |               |   | 1C         | Italia     | 3          |           |   |                 |                 |                 |  |
|  | 1D               | Brasile          | 3                |  |  |                  |                  | 2A               | Taipei cinese | 0 |            |            |            |           |   |                 |                 |                 |  |
|  | 4B               | Libia            | 0                |  |  | 1D               | Brasile          | 2                |               |   |            |            |            |           |   |                 |                 |                 |  |
|  | 2A               | Taipei cinese    | 3                |  |  | 2A               | Taipei cinese    | 3                |               |   |            |            |            |           |   |                 |                 |                 |  |
|  | 3C               | Porto Rico       | 1                |  |  |                  |                  |                  |               |   | 1C         | Italia     | 3          |           |   |                 |                 |                 |  |
|  | 2C               | Argentina        | 3                |  |  |                  |                  |                  |               |   |            |            | 2C         | Argentina | 2 |                 |                 |                 |  |
|  | 3A               | Bulgaria         | 1                |  |  | 2C               | Argentina        | 3                |               |   |            |            |            |           |   |                 |                 |                 |  |
|  | 1B               | Egitto           | 3                |  |  | 1B               | Egitto           | 2                |               |   |            |            |            |           |   |                 |                 |                 |  |
|  | 4D               | Uzbekistan       | 0                |  |  |                  |                  |                  |               |   | 2C         | Argentina  | 3          |           |   | Finale 3º posto | Finale 3º posto | Finale 3º posto |  |
|  | 2D               | Belgio           | 3                |  |  |                  |                  | 1A               | Spagna        | 2 |            |            |            |           |   |                 |                 |                 |  |
|  | 3B               | Tunisia          | 1                |  |  | 2D               | Belgio           | 2                |               |   |            |            |            |           |   | 2A              | Taipei cinese   | 3               |  |
|  | 1A               | Spagna           | 3                |  |  | 1A               | Spagna           | 3                |               |   | 1A         | Spagna     | 2          |           |   |                 |                 |                 |  |
|  | 4C               | Cuba             | 2                |  |  |                  |                  |                  |               |   |            |            |            |           |   |                 |                 |                 |  |

#### Ottavi di finale
| 27 agosto 2024 Sportna zala Levski Sofia, Sofia Durata: 1h:11 - Spettatori: 50  | Italia        | 3 - 0 | Messico    | 25-22, 25-16, 25-21               |
| 27 agosto 2024 Hristo Botev Hall, Sofia Durata: 1h:26 - Spettatori: 35          | Belgio        | 3 - 1 | Tunisia    | 25-21, 24-26, 25-18, 25-21        |
| 27 agosto 2024 Sportna zala Levski Sofia, Sofia Durata: 1h:25 - Spettatori: 420 | Argentina     | 3 - 1 | Bulgaria   | 25-14, 25-17, 15-25, 25-23        |
| 27 agosto 2024 Hristo Botev Hall, Sofia Durata: 1h:06 - Spettatori: 40          | Brasile       | 3 - 0 | Libia      | 25-20, 25-10, 25-19               |
| 27 agosto 2024 Sportna zala Levski Sofia, Sofia Durata: 1h:15 - Spettatori: ?   | Taipei cinese | 3 - 1 | Porto Rico | 21-25, 25-9, 25-18, 25-16         |
| 27 agosto 2024 Hristo Botev Hall, Sofia Durata: - Spettatori:                   | Egitto        | 3 - 0 | Uzbekistan | 25-0, 25-0, 25-0                  |
| 27 agosto 2024 Sportna zala Levski Sofia, Sofia Durata: 1h:44 - Spettatori: 180 | Spagna        | 3 - 2 | Cuba       | 26-24, 19-25, 25-22, 21-25, 15-10 |
| 27 agosto 2024 Hristo Botev Hall, Sofia Durata: 1h:01 - Spettatori: 80          | Iran          | 3 - 0 | Cile       | 25-14, 25-16, 25-12               |

#### Quarti di finale
| 29 agosto 2024 Sportna zala Levski Sofia, Sofia Durata: 2h:07 - Spettatori: 190 | Italia    | 3 - 2 | Iran          | 20-25, 25-18, 21-25, 27-25, 15-9  |
| 29 agosto 2024 Sportna zala Levski Sofia, Sofia Durata: 2h:05 - Spettatori: ?   | Argentina | 3 - 2 | Egitto        | 25-23, 22-25, 25-16, 21-25, 15-9  |
| 29 agosto 2024 Sportna zala Levski Sofia, Sofia Durata: 1h:57 - Spettatori: 150 | Belgio    | 2 - 3 | Spagna        | 25-22, 11-25, 25-27, 25-20, 15-17 |
| 29 agosto 2024 Sportna zala Levski Sofia, Sofia Durata: 2h:04 - Spettatori: ?   | Brasile   | 2 - 3 | Taipei cinese | 26-24, 21-25, 23-25, 25-22, 13-15 |

#### Semifinali
| 30 agosto 2024 Sportna zala Levski Sofia, Sofia Durata: 1h:13 - Spettatori: 250 | Italia    | 3 - 0 | Taipei cinese | 25-18, 26-24, 25-18               |
| 30 agosto 2024 Sportna zala Levski Sofia, Sofia Durata: 2h:06 - Spettatori: 300 | Argentina | 3 - 2 | Spagna        | 25-21, 17-25, 33-35, 25-18, 15-10 |

#### Finale 3º posto
| 31 agosto 2024 Sportna zala Levski Sofia, Sofia Durata: 1h:41 - Spettatori: 600 | Taipei cinese | 3 - 2 | Spagna | 25-17, 16-25, 25-23, 21-25, 15-12 |

#### Finale
| 31 agosto 2024 Sportna zala Levski Sofia, Sofia Durata: 2h:04 - Spettatori: 1 100 | Italia | 3 - 2 | Argentina | 23-25, 17-25, 25-22, 33-31, 15-9 |

### Play-off 5º-8º posto

#### Tabellone
|  | Semifinali 5º-8º posto | Semifinali 5º-8º posto | Semifinali 5º-8º posto |        |    | Finale 5º posto | Finale 5º posto | Finale 5º posto |  |
|  |                        |                        |                        |        |    |                 |                 |                 |  |
|  | 2B                     | Iran                   | 3                      |        |    |                 |                 |                 |  |
|  | 2B                     | Iran                   | 3                      |        |    |                 |                 |                 |  |
|  | 1D                     | Brasile                | 0                      |        |    |                 |                 |                 |  |
|  | 1D                     | Brasile                | 0                      |        | 2B | Iran            | 3               |                 |  |
|  |                        |                        |                        |        | 2B | Iran            | 3               |                 |  |
|  |                        |                        | 2D                     | Belgio | 2  |                 |                 |                 |  |
|  | 1B                     | Egitto                 | 2D                     | Belgio | 2  | 1               |                 |                 |  |
|  | 1B                     | Egitto                 |                        |        |    | 1               |                 |                 |  |
|  | 2D                     | Belgio                 | 3                      |        |    | Finale 7º posto | Finale 7º posto | Finale 7º posto |  |
|  | 2D                     | Belgio                 | 3                      |        |    |                 |                 |                 |  |
|  |                        |                        |                        |        |    |                 |                 |                 |  |
|  |                        |                        |                        |        |    | 1D              | Brasile         | 1               |  |
|  |                        |                        |                        |        |    | 1D              | Brasile         | 1               |  |
|  |                        |                        |                        |        |    | 1B              | Egitto          | 3               |  |

#### Semifinali 5º-8º posto
| 30 agosto 2024 Sportna zala Levski Sofia, Sofia Durata: 1h:09 - Spettatori: 40 | Iran   | 3 - 0 | Brasile | 25-9, 29-27, 25-15         |
| 30 agosto 2024 Sportna zala Levski Sofia, Sofia Durata: 1h:25 - Spettatori: 25 | Egitto | 1 - 3 | Belgio  | 25-22, 19-25, 19-25, 14-25 |

#### Finale 7º posto
| 31 agosto 2024 Sportna zala Levski Sofia, Sofia Durata: 1h:51 - Spettatori: 75 | Brasile | 1 - 3 | Egitto | 25-19, 19-25, 32-34, 23-25 |

#### Finale 5º posto
| 31 agosto 2024 Sportna zala Levski Sofia, Sofia Durata: 2h:03 - Spettatori: 230 | Iran | 3 - 2 | Belgio | 21-25, 23-25, 25-17, 25-21, 15-9 |

### Play-off 9º-16º posto

#### Tabellone
|  | Quarti di finale 9º-16º posto | Quarti di finale 9º-16º posto | Quarti di finale 9º-16º posto |          |    | Semifinali 9º-12º posto | Semifinali 9º-12º posto | Semifinali 9º-12º posto |    |                  | Finale 9º posto  | Finale 9º posto  | Finale 9º posto |  |
|  |                               |                               |                               |          |    |                         |                         |                         |    |                  |                  |                  |                 |  |
|  | 4A                            | Messico                       | 3                             |          |    |                         |                         |                         |    |                  |                  |                  |                 |  |
|  | 4A                            | Messico                       | 3                             |          |    |                         |                         |                         |    |                  |                  |                  |                 |  |
|  | 3D                            | Cile                          | 0                             |          |    |                         |                         |                         |    |                  |                  |                  |                 |  |
|  | 3D                            | Cile                          | 0                             |          | 4A | Messico                 | 0                       |                         |    |                  |                  |                  |                 |  |
|  |                               |                               |                               |          | 4A | Messico                 | 0                       |                         |    |                  |                  |                  |                 |  |
|  |                               |                               | 3A                            | Bulgaria | 3  |                         |                         |                         |    |                  |                  |                  |                 |  |
|  | 3A                            | Bulgaria                      | 3A                            | Bulgaria | 3  | 3                       |                         |                         |    |                  |                  |                  |                 |  |
|  | 3A                            | Bulgaria                      |                               |          |    |                         |                         |                         |    |                  |                  |                  |                 |  |
|  | 4D                            | Uzbekistan                    | 0                             |          |    |                         |                         |                         |    |                  |                  |                  |                 |  |
|  | 4D                            | Uzbekistan                    | 0                             |          | 4A | Bulgaria                | 3                       |                         |    |                  |                  |                  |                 |  |
|  |                               |                               |                               |          |    |                         |                         |                         |    |                  |                  |                  |                 |  |
|  |                               |                               | 3A                            | Cuba     | 0  |                         |                         |                         |    |                  |                  |                  |                 |  |
|  | 4B                            | Libia                         | 3A                            | Cuba     | 0  | 3                       |                         |                         |    |                  |                  |                  |                 |  |
|  | 4B                            | Libia                         |                               |          |    | 3                       |                         |                         |    |                  |                  |                  |                 |  |
|  | 3C                            | Porto Rico                    | 2                             |          |    |                         |                         |                         |    |                  |                  |                  |                 |  |
|  | 3C                            | Porto Rico                    | 2                             |          | 4B | Libia                   | 0                       |                         |    | Finale 11º posto | Finale 11º posto | Finale 11º posto |                 |  |
|  |                               |                               |                               |          | 4B | Libia                   | 0                       |                         |    |                  |                  |                  |                 |  |
|  |                               |                               | 4C                            | Cuba     | 3  |                         |                         |                         |    |                  |                  |                  |                 |  |
|  | 3B                            | Tunisia                       | 4C                            | Cuba     | 3  | 1                       |                         |                         | 4B | Messico          | 1                |                  |                 |  |
|  | 3B                            | Tunisia                       |                               |          |    |                         |                         |                         | 4B | Messico          | 1                |                  |                 |  |
|  | 4C                            | Cuba                          | 3                             |          |    | 4C                      | Libia                   | 3                       |    |                  |                  |                  |                 |  |

|  | Semifinali 13º-16º posto | Semifinali 13º-16º posto | Semifinali 13º-16º posto |         |    | Finale 13º posto | Finale 13º posto | Finale 13º posto |  |
|  |                          |                          |                          |         |    |                  |                  |                  |  |
|  | 3D                       | Cile                     | 3                        |         |    |                  |                  |                  |  |
|  | 3D                       | Cile                     | 3                        |         |    |                  |                  |                  |  |
|  | 4D                       | Uzbekistan               | 0                        |         |    |                  |                  |                  |  |
|  | 4D                       | Uzbekistan               | 0                        |         | 3D | Cile             | 1                |                  |  |
|  |                          |                          |                          |         | 3D | Cile             | 1                |                  |  |
|  |                          |                          | 4C                       | Tunisia | 3  |                  |                  |                  |  |
|  | 3C                       | Porto Rico               | 4C                       | Tunisia | 3  | 1                |                  |                  |  |
|  | 3C                       | Porto Rico               |                          |         |    | 1                |                  |                  |  |
|  | 4C                       | Tunisia                  | 3                        |         |    | Finale 15º posto | Finale 15º posto | Finale 15º posto |  |
|  | 4C                       | Tunisia                  | 3                        |         |    |                  |                  |                  |  |
|  |                          |                          |                          |         |    |                  |                  |                  |  |
|  |                          |                          |                          |         |    | 4D               | Uzbekistan       | 0                |  |
|  |                          |                          |                          |         |    | 4D               | Uzbekistan       | 0                |  |
|  |                          |                          |                          |         |    | 3C               | Porto Rico       | 3                |  |

#### Quarti di finale 9º-16º posto
| 29 agosto 2024 Hristo Botev Hall, Sofia Durata: 1h:04 - Spettatori: 100 | Messico  | 3 - 0 | Cile       | 25-22, 25-22, 25-20               |
| 29 agosto 2024 Hristo Botev Hall, Sofia Durata: - Spettatori:           | Bulgaria | 3 - 0 | Uzbekistan | 25-0, 25-0, 25-0                  |
| 29 agosto 2024 Hristo Botev Hall, Sofia Durata: 1h:21 - Spettatori: 45  | Tunisia  | 1 - 3 | Cuba       | 25-23, 22-25, 14-25, 21-25        |
| 29 agosto 2024 Hristo Botev Hall, Sofia Durata: 1h:36 - Spettatori: 40  | Libia    | 3 - 2 | Porto Rico | 25-22, 21-25, 14-25, 25-20, 15-13 |

#### Semifinali 9º-12º posto
| 30 agosto 2024 Hristo Botev Hall, Sofia Durata: 1h:12 - Spettatori: 90 | Messico | 0 - 3 | Bulgaria | 24-26, 18-25, 16-25 |
| 30 agosto 2024 Hristo Botev Hall, Sofia Durata: 1h:05 - Spettatori: 25 | Cuba    | 3 - 0 | Libia    | 25-23, 25-19, 25-19 |

#### Finale 11º posto
| 31 agosto 2024 Hristo Botev Hall, Sofia Durata: 1h:33 - Spettatori: 28 | Messico | 1 - 3 | Libia | 27-25, 23-25, 16-25, 17-25 |

#### Finale 9º posto
| 31 agosto 2024 Hristo Botev Hall, Sofia Durata: 1h:04 - Spettatori: 200 | Bulgaria | 3 - 0 | Cuba | 25-23, 25-22, 25-18 |

#### Semifinali 13º-16º posto
| 30 agosto 2024 Hristo Botev Hall, Sofia Durata: - Spettatori:          | Cile    | 3 - 0 | Uzbekistan | 25-0, 25-0, 25-0           |
| 30 agosto 2024 Hristo Botev Hall, Sofia Durata: 1h:21 - Spettatori: 42 | Tunisia | 3 - 1 | Porto Rico | 19-25, 25-12, 27-25, 25-20 |

#### Finale 15º posto
| 31 agosto 2024 Hristo Botev Hall, Sofia Durata: - Spettatori: | Uzbekistan | 0 - 3 | Porto Rico | 0-25, 0-25, 0-25 |

#### Finale 13º posto
| 31 agosto 2024 Hristo Botev Hall, Sofia Durata: 1h:25 - Spettatori: 15 | Cile | 1 - 3 | Tunisia | 18-25, 25-20, 19-25, 21-25 |

## Classifica finale
| Pos     | Squadra       | Rosa |
| ------- | ------------- | --- |
| Oro     | Italia        | Formazione: 1 Spina, 2 Valgiovio, 4 Costa, 8 Carrera, 9 Argano, 11 Bonandrini, 13 Zlatanov, 14 Destro, 15 Crosato, 16 Basso, 18 Tosti, 24 Bigozzi, CT: Leoni                                           |
| Argento | Argentina     | Formazione: 1 López, 2 Yapura, 4 D'aversa, 5 Illía, 6 Pavón, 7 Sinner, 8 Debonis, 9 Boeri, 10 Flores, 11 Omarini, 14 Ferrer, 22 Del Coto, CT: Nocenti                                                  |
| Bronzo  | Taipei cinese | Formazione: 1 Tsai, 2 Pan S.Y., 3 Lo, 4 Shi, 7 Huang W.Y., 11 Huang P.Y., 13 Hsueh, 14 Yen, 15 Pan H.Y., 18 Kuo, 19 Lin, 20 Liou, CT: Tseng                                                            |
| 4       | Spagna        | Formazione: 2 Vicente, 4 Tugores, 5 De Torres, 7 Jiménez, 9 Torrellas, 10 Y. Martínez, 15 M. Martínez, 16 Irache, 19 Okafor, 20 Menekbi, 23 Rubio, 24 Pastor, CT: Mosquera                             |
| 5       | Iran          | Formazione: 1 Behnejad, 3 Naghavi, 5 Eimery, 7 Faraj, 11 Mahdi, 12 Abdollahifar, 13 Ghahremani, 15 Mohseni, 17 Mashhadbankouchaksaraei, 18 Khoshhaldashliboroun, 19 Asiaei, 20 Hazrati, CT: Sadeghiany |
| 6       | Belgio        | Formazione: 1 Dubru, 6 Rauwoens, 8 Vanbroekhoven, 9 Paridaens, 10 Strobbe, 11 Absil, 12 Coppieters, 16 Van Esbroeck, 19 Perin, 22 Sophie, 25 De Rechter, 27 Di Martino, CT: De Boeck                   |
| 7       | Egitto        | Formazione: 1 Ghonim, 3 Ali, 4 Mohamed, 5 Amer, 6 Basha, 7 Hassaballa, 9 Tayea, 11 Z. Ahmed, 12 A. Ahmed, 13 H. Ahmed, 15 Elfeki, 17 Salem, CT: Hassan                                                 |
| 8       | Brasile       | Formazione: 1 Alves, 2 Koatz, 3 Correa, 4 Almeida, 6 Ribeiro, 7 Carvalho, 8 Schrank, 9 Vinícius, 10 Lima, 11 Romano, 16 Porto, 18 Souza, CT: Zenni                                                     |
| 9       | Bulgaria      | Formazione: 1 Petkov, 4 D. Dobrev, 5 Tanev, 7 Velikov, 9 A. Dobrev, 11 Božilov, 15 Bojčev, 21 Gospodarski, 25 Mihovski, 28 Georgiev, 33 Marinski, 99 Pejčinov, CT: Bogdanov                            |
| 10      | Cuba          | Formazione: 1 Herrera, 2 Vergara, 3 Toledano, 5 Marrero, 6 Medina, 7 Acosta, 8 Chacón, 9 Rodríguez, 11 Ruiz, 12 Montoya, 13 Paumier, 15 Vidal, CT: Izquierdo                                           |
| 11      | Libia         | Formazione: 1 Hamid, 3 Sherteel, 4 Harhour, 5 Mohammed, 6 Ikhbayri, 7 Nail, 9 Balnnour, 10 Al Baghdadi, 11 Abaiuo, 12 Abid, 14 Alhashimi, 18 Alhone, CT: Ben Salem                                     |
| 12      | Messico       | Formazione: 1 Fajardo, 3 R. González, 4 Enciso, 7 Melesio, 9 Díaz, 10 Preciado, 11 Villalobos, 13 Silva, 15 Escoto, 16 Camacho, 17 Ó. González, 18 Delgado, CT: Rivera                                 |
| 13      | Tunisia       | Formazione: 2 Haouari, 3 Jerbi, 4 Ben Hmida, 5 Lotai, 6 Ridane, 7 Gritli, 8 Aouadi, 12 Mefteh, 13 Hfaiedh, 15 Drira, 16 Belhaj , 17 Ben Hassine, CT: Chebbi                                            |
| 14      | Cile          | Formazione: 1 Rojas, 2 Brito, 3 Rozas, 4 Pinto, 5 Ríos, 6 Valjalo, 7 Espinosa, 9 Weinberger, 10 Sepúlveda, 11 Carreño, 13 González, 16 Kimderg, CT: Villarreal                                         |
| 15      | Porto Rico    | Formazione: 1 E. Vázquez, 2 L. Vázquez, 3 Carrillo, 4 Cruz, 5 Aponte, 6 Soriano, 8 Álvarez, 9 De Jesús, 11 Suárez, 14 López, 16 A. Fernández, 18 M. Fernández, CT: De Sevilla                          |
| 16      | Uzbekistan    | Ritirato |

## Premi individuali
| Premio                | Nome             | Squadra       |
| --------------------- | ---------------- | ------------- |
| MVP                   | Manuel Zlatanov  | Italia        |
| Miglior palleggiatore | Pietro Valgiovio | Italia        |
| Miglior opposto       | Federico Argano  | Italia        |
| Miglior schiacciatore | Huang Pin-Yen    | Taipei cinese |
| Miglior schiacciatore | Manuel Zlatanov  | Italia        |
| Miglior centrale      | Martino Bigozzi  | Italia        |
| Miglior centrale      | Iván Pavón       | Argentina     |
| Miglior libero        | Valentín Yapura  | Argentina     |

## Statistiche
| Rendimento individuale | Rendimento individuale | Rendimento individuale | Rendimento individuale |
| Pos.                   | Nome                   | Punti                  | Squadra                |
| ---------------------- | ---------------------- | ---------------------- | ---------------------- |
| 1                      | Huang Pin-Yen          | 185                    | Taipei cinese          |
| 2                      | César Irache           | 146                    | Spagna                 |
| 3                      | Rafel Tugores          | 138                    | Spagna                 |
| 4                      | Muezbillah Balnnour    | 131                    | Libia                  |
| 5                      | Manuel Zlatanov        | 129                    | Italia                 |
| 6                      | Federico Argano        | 118                    | Italia                 |
| 7                      | Yosdani Medina         | 109                    | Cuba                   |
| 8                      | Aleksandăr Dobrev      | 99                     | Bulgaria               |
| 8                      | Théo Schrank           | 99                     | Brasile                |
| 10                     | Lucas Carvalho         | 97                     | Brasile                |

| Attacchi vincenti | Attacchi vincenti   | Attacchi vincenti | Attacchi vincenti |
| Pos.              | Nome                | Punti             | Squadra           |
| ----------------- | ------------------- | ----------------- | ----------------- |
| 1                 | Huang Pin-Yen       | 166               | Taipei cinese     |
| 2                 | César Irache        | 135               | Spagna            |
| 3                 | Rafel Tugores       | 116               | Spagna            |
| 4                 | Muezbillah Balnnour | 112               | Libia             |
| 5                 | Federico Argano     | 104               | Italia            |
| 5                 | Manuel Zlatanov     | 104               | Italia            |
| 7                 | Yosdani Medina      | 96                | Cuba              |
| 8                 | Théo Schrank        | 89                | Brasile           |
| 9                 | Lucas Carvalho      | 84                | Brasile           |
| 9                 | Emi Díaz            | 84                | Messico           |
| 9                 | Aleksandăr Dobrev   | 84                | Bulgaria          |

| Muri vincenti | Muri vincenti      | Muri vincenti | Muri vincenti |
| Pos.          | Nome               | Punti         | Squadra       |
| ------------- | ------------------ | ------------- | ------------- |
| 1             | Ahmed Amer         | 26            | Egitto        |
| 2             | Jose Pastor        | 23            | Spagna        |
| 3             | Álvaro Ferrer      | 20            | Argentina     |
| 3             | Iván Pavón         | 20            | Argentina     |
| 5             | Nikolaj Mihovski   | 18            | Bulgaria      |
| 5             | Henry Sinner       | 18            | Argentina     |
| 7             | Julio Acosta       | 17            | Cuba          |
| 7             | Martino Bigozzi    | 17            | Italia        |
| 7             | Paulo Jiménez      | 17            | Spagna        |
| 7             | Tuur Vanbroekhoven | 17            | Belgio        |

| Battute vincenti | Battute vincenti                   | Battute vincenti | Battute vincenti |
| Pos.             | Nome                               | Punti            | Squadra          |
| ---------------- | ---------------------------------- | ---------------- | ---------------- |
| 1                | Manuel Zlatanov                    | 13               | Italia           |
| 2                | Kamyab Abdollahifar                | 11               | Iran             |
| 2                | Ahmed Amer                         | 11               | Egitto           |
| 2                | Mohammadraouf Khoshhaldashliboroun | 11               | Iran             |
| 5                | Muezbillah Balnnour                | 10               | Libia            |
| 6                | Hamza Ahmed                        | 9                | Egitto           |
| 6                | Aleksandăr Dobrev                  | 9                | Bulgaria         |
| 6                | Jasser Mefteh                      | 9                | Tunisia          |
| 6                | Rafel Tugores                      | 9                | Spagna           |
| 10               | Lucas Carvalho                     | 8                | Brasile          |
| 10               | Francesco Crosato                  | 8                | Italia           |
| 10               | Huang Pin-Yen                      | 8                | Taipei cinese    |
| 10               | Amirhossein Naghavi                | 8                | Iran             |